# Phyllopodopsyllus biarticulatus
Phyllopodopsyllus biarticulatus är en kräftdjursart som beskrevs av Wells 1967. Phyllopodopsyllus biarticulatus ingår i släktet Phyllopodopsyllus och familjen Tetragonicipitidae. Inga underarter finns listade i Catalogue of Life.